# María de Bearne
María de Bearne fue una noble que tras la muerte de su hermano Gastón V fue vizcondesa de Bearne, de Gabardan y de Brulhois entre 1170 y 1171.

## Orígenes familiares
María nació junto con su hermano Gastón V como fruto del matrimonio entre Pedro de Gavarreto y de su mujer Matelle des Baux-de-Provence, hija a su vez de Raymond de Baux y Etiennette de Gevaudun, quien tras la muerte de Pedro en el 1153 volvió a casarse en el 1155.

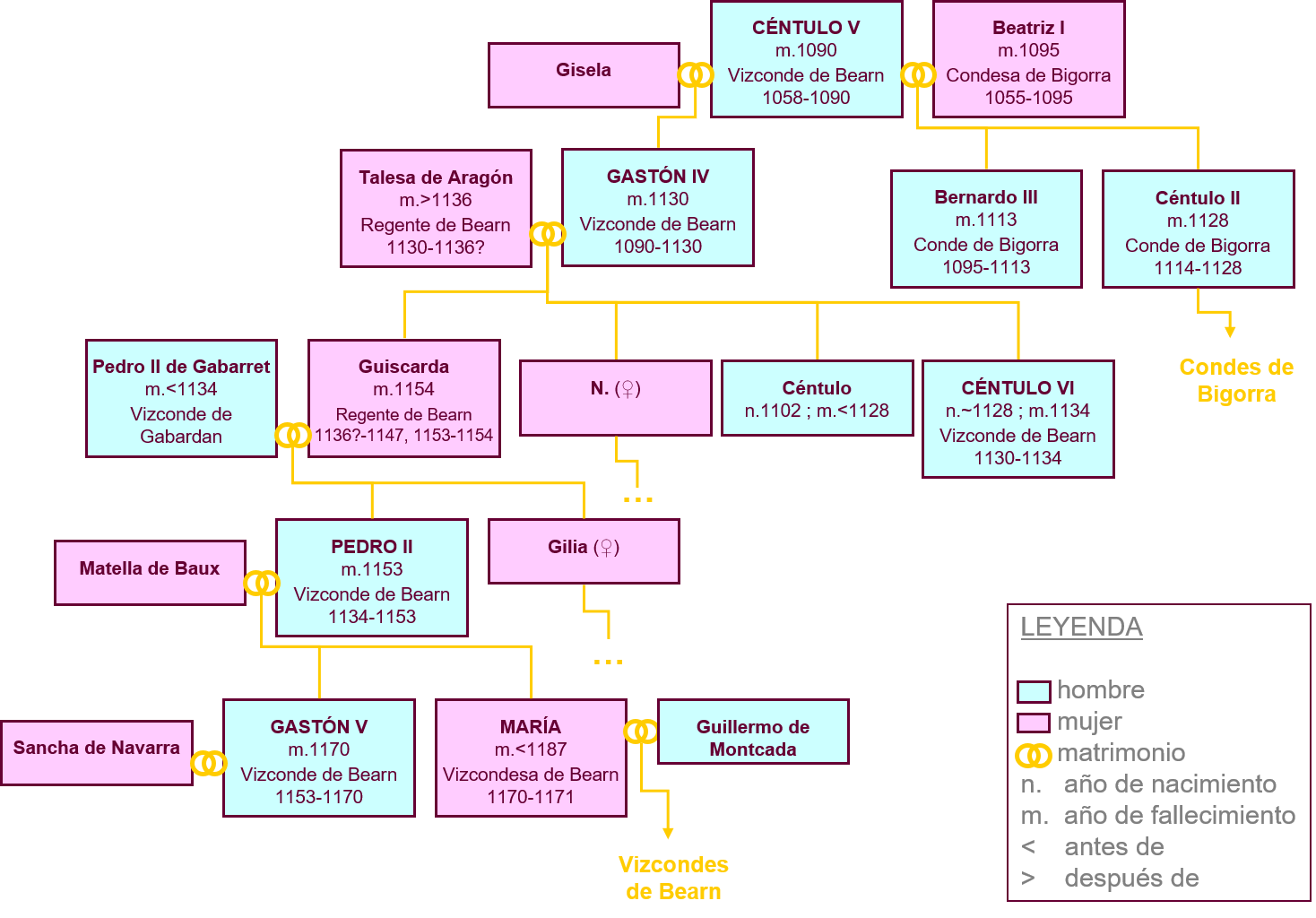
Antepasados de María de Bearne.

## A la cabeza del vizcondado
María se encontraba soltera cuando su único hermano, el vizconde Gastón V, murió sin descendencia en 1170. Ello la convertía en heredera del vizcondado, a pesar de que este título normalmente no era detentado por mujeres.
En esta época Bearne se encontraba en la órbita de la Corona de Aragón, por lo cual el primer acto de gobierno de María fue acudir con una delegación a Jaca para prestar homenaje a su señor Alfonso II de Aragón el 30 de abril de 1170. Alfonso impuso unas cláusulas, como la de reservarse el derecho a elegir al futuro marido de María, que le aseguraban el control total tanto de Bearne como de los pequeños vizcondados gascones de Gabardán y Brulhois, usurpando así los derechos del duque de Aquitania, al cual hacía ya tiempo que estos condados habían dejado de reconocer como señor y habían pasado a reconocer a la Corona de Aragón como su señor feudal tras la jura de fidelidad en Canfranc de Gastón V.
El 27 de marzo de 1171, Guillermo de Montcada, uno de los magnates más importantes, hijo primogénito del senescal de Cataluña, prestó homenaje a Alfonso II por su vizcondado de Bearne. Había sido elegido, por tanto, marido de María, la cual perdía oficialmente el título de vizcondesa. Sin embargo, los notables bearneses no aceptaron esta decisión de Alfonso y se rebelaron. Eligieron como vizconde a un noble del vecino condado de Bigorra, al que luego ejecutaron por no haber respetado los fueros bearneses. Después nombraron a otro noble de Auvernia, que dos años después sufrió la misma triste suerte. Entre tanto Guillermo planeó conquistar Bearne por la fuerza pero no pudo lanzar ninguna expedición.
María abandonó a su marido y se retiró al monasterio de Santa Cruz de Volvestre con dos hijos gemelos recién nacidos. Allí se dirigió una delegación bearnesa, que le pidió que les entregase uno de sus dos hijos para convertirlo en el nuevo vizconde. María aceptó y entregó al primogénito, el futuro Gastón VI, cuya tutela ejerció un ricohombre aragonés, Peregrín de Castellarzuelo, señor de Barbastro. El otro hijo, Guillermo Ramón, sería también vizconde de Bearne años más tarde, a la muerte de su hermano.
No se conoce la fecha de fallecimiento de María pero tuvo que ser más tarde que 1187.

| Predecesor: Gastón V | Vizcondesa de Bearne 1170 - 1171 | Sucesor: Gastón VI |